# It B1A4
it B1A4 – drugi minialbum południowokoreańskiej grupy B1A4, wydany 16 września 2011 roku przez wytwórnię WM Entertainment. Płytę promowały single „Beautiful Target” i „My Love”. Sprzedał się w nakładzie 60 343 egzemplarzy w Korei Południowej (stan na sierpień 2013 r.).

## Lista utworów
| Nr | Tytuł                                     | Słowa                      | Muzyka                  | Czas |
| -- | ----------------------------------------- | -------------------------- | ----------------------- | ---- |
| 1. | "Beautiful Target"                        | 우리형과 내동생, CNU, Baro | 우리형과 내동생         | 3:18 |
| 2. | "My Love"                                 | 우리형과 내동생, Baro      | Chance, 우리형과 내동생 | 3:16 |
| 3. | "Chu Chu Chu" (kor. 쮸쮸쮸 (Chu Chu Chu)) | Song Bong-jo, Song Jae-won | Song Bong-jo, Meng Lee  | 3:27 |
| 4. | "Wonderful Tonight"                       | Jinyoung, CNU, Baro        | Jinyoung                | 3:31 |
| 5. | "Fooool"                                  | Park Gan-gil               | Park Gan-gil            | 3:23 |
| 6. | "Beautiful Target" (Instrumental)         |                            | 우리형과 내동생         | 3:18 |

## Notowania
| Lista                   | Pozycja |
| ----------------------- | ------- |
| Gaon Weekly Album Chart | 2       |
| Five Music (Tajwan)     | 5       |